# Maevia
Maevia C. L. Koch, 1846 è un genere di ragni appartenente alla famiglia Salticidae.

## Caratteristiche
Questo genere ha una diffusione un po' anomala, nelle Americhe e a Sumatra, regioni molto distanti fra loro. Non è chiaro quindi se le specie finora classificate sono relitte, cioè superstiti di un genere a più vasta diffusione, o sono semplicemente da riclassificare e inserire in altri generi.

## Distribuzione
Le 11 specie oggi note di questo genere sono diffuse in America settentrionale, Perù e Sumatra: ben cinque specie sono endemiche degli Stati Uniti, tre del Perù e due di Sumatra.

## Tassonomia

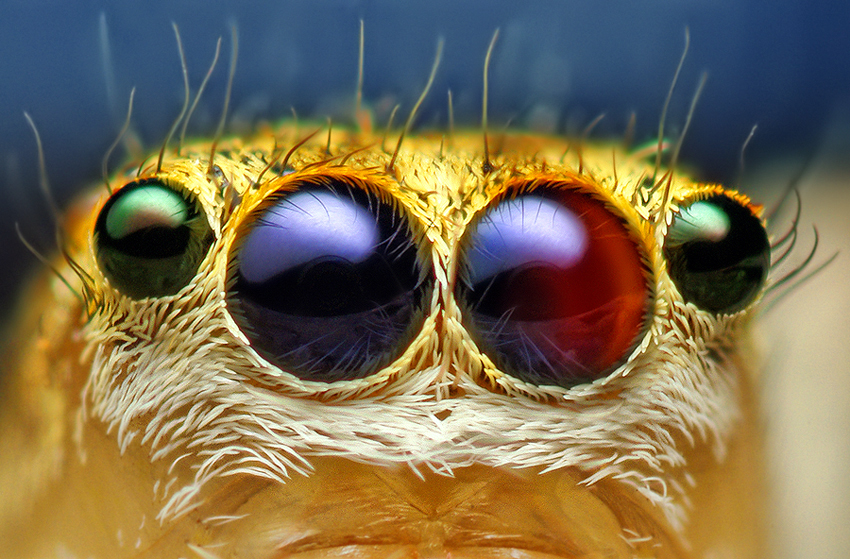
Maevia inclemens, pattern oculare

Considerato un sinonimo posteriore di Paramaevia Barnes, 1955, descritto prima come sottogenere di Maevia, poi elevato al rango di genere dallo stesso Barnes nel 1958, a seguito di uno studio dell'aracnologo Edwards del 1977.
A dicembre 2010, si compone di 11 specie:
- Maevia albozonata Hasselt, 1882 — Sumatra
- Maevia expansa Barnes, 1955 — USA
- Maevia gracilipes Taczanowski, 1878 — Perù
- Maevia hobbsae Barnes, 1955 — USA
- Maevia inclemens (Walckenaer, 1837)[3] — USA, Canada
- Maevia intermedia Barnes, 1955 — USA
- Maevia michelsoni Barnes, 1955 — USA
- Maevia poultoni Peckham & Peckham, 1901 — USA
- Maevia quadrilineata Hasselt, 1882 — Sumatra
- Maevia susiformis Taczanowski, 1878 — Perù
- Maevia trilineata Taczanowski, 1878 — Perù

### Specie trasferite
- Maevia himalaya Tikader, 1968; trasferita al genere Pseudamycus Simon, 1885[2].
- Maevia nigrifrontis Saito, 1939; trasferita al genere Marpissa C. L. Koch, 1846[2].
- Maevia stellifera Holmberg, 1876; trasferita al genere Thiodina Simon, 1900[2].
- Maevia viridis Holmberg, 1876; trasferita al genere Thiodina Simon, 1900[2].

### Nomina dubia
- Maevia luzonica Karsch, 1880; l'esemplare, rinvenuto nelle Filippine, a seguito di uno studio dell'aracnologo Roewer del 1955, è da ritenersi nomen dubium[2].
- Maevia margaritacea (Hasselt, 1893); gli esemplari, rinvenuti nell'isola di Sumatra e originariamente descritti nell'ex-genere Attus, a seguito di uno studio dell'aracnologo Roewer del 1955, sono da ritenersi nomina dubia[2].
- Maevia metallica (Giebel, 1863); gli esemplari, rinvenuti in Thailandia e originariamente descritti nell'ex-genere Attus, a seguito di uno studio dell'aracnologo Roewer del 1955, sono da ritenersi nomina dubia[2].
- Maevia micans C. L. Koch, 1847; gli esemplari, rinvenuti in Malaysia, a seguito di uno studio dell'aracnologo Roewer del 1955, sono da ritenersi nomina dubia[2].
- Maevia nuda (Giebel, 1863); gli esemplari, rinvenuti in Thailandia e originariamente descritti nell'ex-genere Attus, a seguito di uno studio dell'aracnologo Roewer del 1955, sono da ritenersi nomina dubia[2].
- Maevia paula C. L. Koch, 1847; l'esemplare, rinvenuto in Malaysia, a seguito di uno studio dell'aracnologo Roewer del 1955, è da ritenersi nomen dubium[2].
- Maevia persecta Thorell, 1890; l'esemplare, rinvenuto in Malaysia, a seguito di uno studio dell'aracnologo Roewer del 1955, è da ritenersi nomen dubium[2].
- Maevia roseolimbata Hasselt, 1893; l'esemplare, rinvenuto nello Sri Lanka, a seguito di uno studio dell'aracnologo Roewer del 1955, è da ritenersi nomen dubium[2].